# Clemència
Clemència (en llatí Clementia) va ser una deïtat que representava a la clemència. Va ser adorada a l'antiga Roma, especialment en època imperial. Tenia temples i altars i es representava a les monedes amb una pastera a la dreta i una llança a la mà esquerra. En parla Claudi Claudià.